# 濂溪区
濂溪区是江西省九江市的一个市辖区，位於長江中下游南岸，緊靠九江市中心，東臨鄱陽湖，北襟長江相望湖北、安徽，西接昌九工業走廊，南依廬山，曾名九江市郊区、庐山区，濂溪区总面积387.5平方公里，區人民政府駐十里街道。

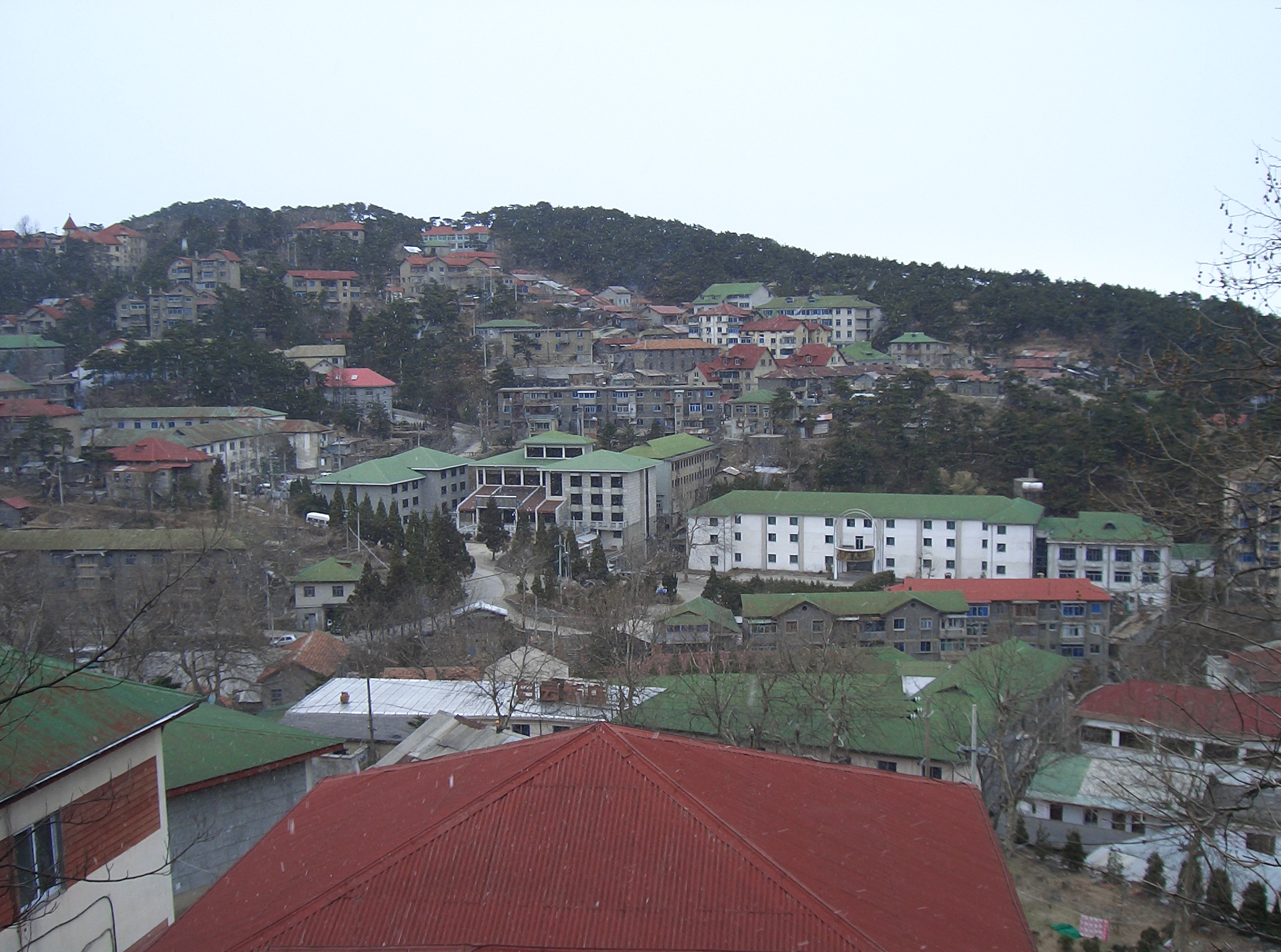

## 历史沿革
1980年为庐山区。1984年郊区并入。
2016年3月29日，国务院（国函[2016]58号）批复同意，将九江市庐山区的牯岭镇划入庐山市管辖，庐山区更名为濂溪区。

## 行政区划
濂溪区下辖2个街道办事处、5个镇、2个乡：
十里街道、五里街道、莲花镇、赛阳镇、姑塘镇、威家镇、新港镇、高垅乡、虞家河乡。

## 交通
- 105国道过境。
- 武九客运专线、衢九铁路、昌九城际铁路、京九铁路：九江站